# Landover Baptist Church
Landover Baptist Church är en parodisk webbplats för en fiktiv fundamentalistisk baptistisk kyrka baserad i den fiktiva staden Freehold, Iowa. I satirens form kritiseras fundamentalistiska kyrkor, kristen höger, bokstavstrogen bibeltolkning och kyrkliga företeelser som nationalism, avståndstagande från andra trosinriktningar, klädkoder, attityder till sexualitet, vapenlagar, abort med mera. På hemsidans "Terms of Service Agreement" anges: "The Landover Baptist Church is a complete work of fiction. It is a satire/parody."

## Historik
Webbplatsen är skapad av Chris Harper som under fyra år i slutet av 1980-talet var elev vid Liberty University, grundat av Jerry Falwell. Den 28 mars 1989 sände Harper och hans skolkamrat Mike Allen ett radioprogram på stationen WLBU-AM, som bland annat parodierade universitetets och Falwells krav på att ge tionde samt regelbunden närvaro vid gudstjänster. Programmet gjordes otillgängligt två dagar senare, och de två eleverna stängdes senare av från universitetet med motiveringen att programmet innehöll "obsceniteter", medan det förnekades att parodin av Falwell skulle haft någon betydelse för avstängningen.
Händelserna bidrog till att Harper senare skapade webbplatsen the Landover Baptist Church, som beskrivits som både en parodi och uppvisning av den religiösa subkulturen vid Liberty University.
Kring 1997 hade webbplatsen formen av notiser som "Church News" angående till exempel en åsna som drabbats av en "unclean spirit" och ödelade kyrkans julkrubba, hur kyrkan tar ställning mot serietidningar som granskats av "Landover investigation team", och hur kyrkan bjuder in en predikant som talar över ämnet "Money is ALL that matters". Webbplatsen har också mer utmanande nyheter som att 48 av kyrkans medlemmar av misstag stenade en migrantarbetare till döds och att kyrkan (1999) anlitat tre seniora "pånyttfödda nazister" för att förbättra disciplinen hos de migrantarbetare som bygger kyrkans nya "Multi-Temple".
Harper medverkade som inbjuden talare den 2 november 2002 vid Godless Americans March on Washington(en), en stor sammandragning av ateister och humanister till stöd för rättigheter hos icke-religiösa amerikaner. I sitt anförande fördömde han parodiskt alla de gudlösa och "unsaved" personer som deltog i denna samling.
Webbplatsen har successivt utvecklats och moderniserats, och har samordning med twitter-, facebook- och youtube-kanaler för kyrkans ledare pastor Deacon Fred, webshop för böcker och presentartiklar, och omfattande arkiv med predikningar, frågespalter och dokument om kyrkans inställning i olika lärofrågor.